# Mycetophila hilaris
Mycetophila hilaris är en tvåvingeart som först beskrevs av Dufour 1839.  Mycetophila hilaris ingår i släktet Mycetophila och familjen svampmyggor.
Artens utbredningsområde är Frankrike. Inga underarter finns listade i Catalogue of Life.